# Ił-103
Ił-102 – rosyjski lekki samolot pasażerski zbudowany w biurze konstrukcyjnym Iljuszyna. Pierwsza rosyjska konstrukcja lotnicza wyposażona w amerykański silnik.

## Historia
Prace konstrukcyjne rozpoczęto w 1988 r., po ogłoszeniu konkursu na budowę samolotu przeznaczonego do szkolenia wstępnego. Upadek Związku Radzieckiego spowodował spowolnienie prac, konstruktorzy nie dysponowali też wystarczająco wydajnym silnikiem radzieckiej konstrukcji. Zdecydowano się na współpracę z amerykańskim przedsiębiorstwem Teledyne Continental Motors, które dostarczyło silnik IO-360ES. Większa moc pozwoliła na powiększenie gabarytów samolotu. Publicznie nowy samolot zaprezentowano na Międzynarodowym Salonie Lotniczo-Kosmicznym w Żukowskim w 1993 r.
17 maja 1994 r. Igor Gudkow dokonał oblotu nowej maszyny. W 1996 r. samolot otrzymał świadectwo zdatności do lotu, a w 1997 r. uruchomiono jego produkcję seryjną. Zaoferowano go również klientom zagranicznym. Na brukselskiej wystawie „Evrika-95” został nagrodzony złotym medalem. Do końca 1998 roku przeprowadzono testy certyfikacyjne w USA.
W 2021 r. zainteresowanie produkcją zmodernizowanej wersji Ił-103 wyraziły Węgry, w mieście Pecz firma Aviation Engineering podpisała porozumienie z rosyjskim United Aircraft Corporation.